# Felicia Pacanowska
Felicia Pacanowska (orthographié également Pocanowska) est une artiste peintre et graveuse polonaise née à Łódź (Pologne) le 15 janvier 1907 et morte à Rome en 2002.
Son œuvre se situe d'abord dans la figuration cubiste pour glisser progressivement dans les années 1950 vers l'abstraction géométrique. Vivant à Paris à partir de 1932 (notamment au 7, rue Ricaut dans le 13e arrondissement), elle appartient à l'École de Paris.

## Biographie

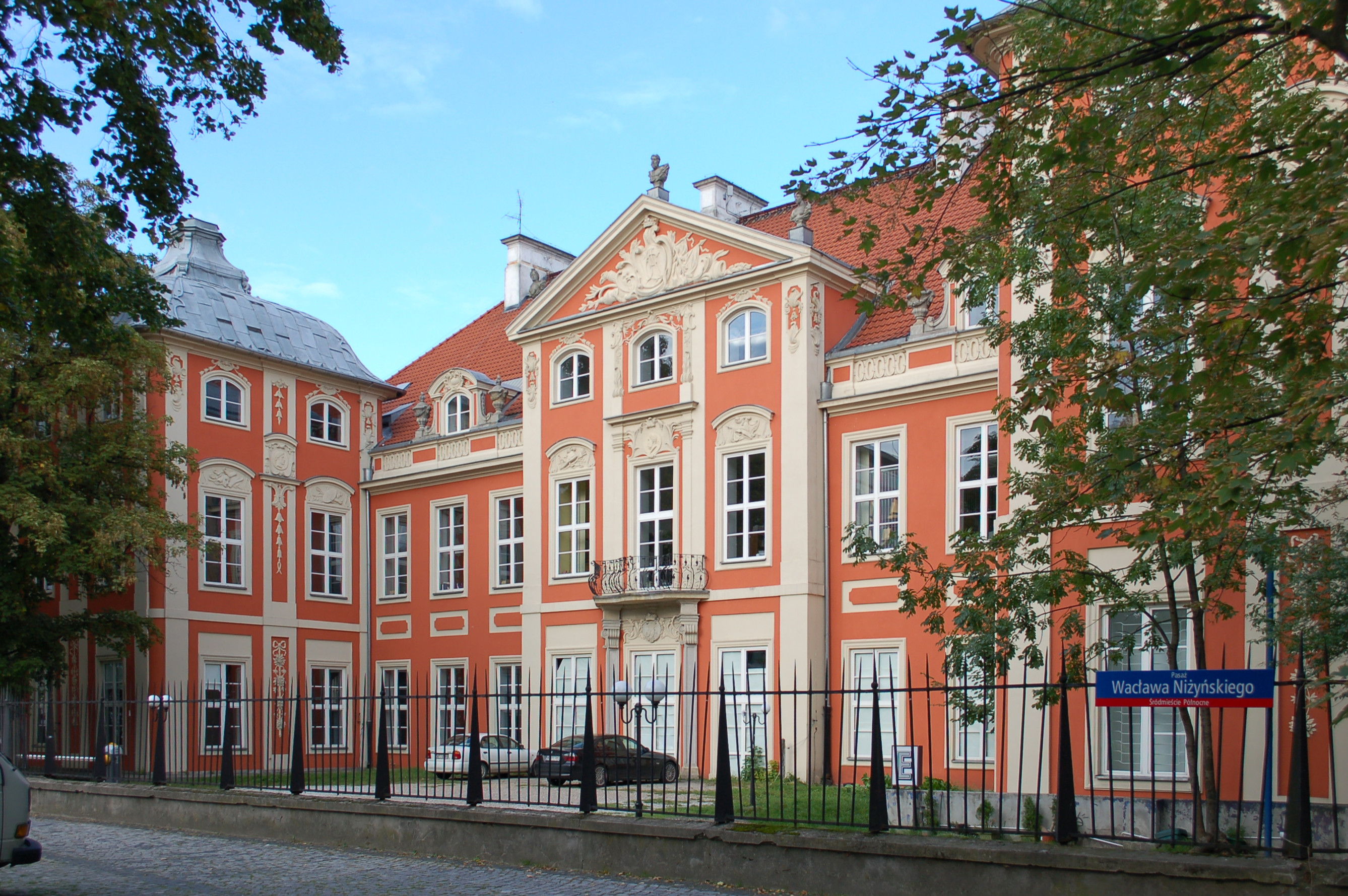
Académie des beaux-arts de Varsovie

Felicia Pacanowska est, après avoir obtenu son baccalauréat au lycée de Lódz, élève en peinture et en gravure (bois et cuivre) de l'Académie des beaux-arts de Varsovie. Diplômée, elle quitte la Pologne pour Paris en 1932.
De retour à Paris en 1937, elle se rapproche de l'École de Paris et travaille à approfondir la technique de l'eau-forte. Pendant la Seconde Guerre mondiale, elle est dessinatrice industrielle dans une usine d'aviation (1939). Échappant à la rafle du Vel d'Hiv en 1942. Elle part en 1946 étudier la sculpture à l'Académie de Rome, et rentre à Paris pour pratiquer la peinture et à la gravure dès 1947.
La robustesse des personnages de Felicia Pacanowska l'apparente alors tant à l'expressionnisme qu'à un cubisme dont la force de construction rappelle son apprentissage de la sculpture. Nadine Nieszawer établit pour sa part un lien entre les mêmes réminiscences extrêmes et inhumaines de l'après-Shoah et le renoncement progressif de Pacanowska à la figuration, à son devenir radicalement abstrait.
L'œuvre de Felicia Pacanowska est, tant en France qu'en Italie où elle reçoit deux prix, découverte et reconnue par les critiques d'art autour de 1954, puis, à compter du Salon des réalités nouvelles de 1962, présente dans les principales manifestations parisiennes ainsi que dans les musées européens.

## Contributions bibliophiliques
- Irène Kaufer, Ombre du soleil, frontispice de Felicia Pacanowska, éditions Pierre-Jean Oswald, 1971.

## Expositions

### Expositions personnelles
- Galerie Redfern Londres, 1937.
- Musée d'Israël, Jérusalem, 1953.
- Galerie Gérard Mourgue, Paris, juin 1960[7].
- Galerie Vendôme, Paris, 1973.
- Centre d'art et de culture de l'Espace Rachi, Paris, mars-avril 2005.

### Expositions collectives
- Salon d'Automne, Paris, 1936.
- Institut pour la diffusion de l'art, Lodz, 1937.
- Quatrième exposition - Octobre 37, Galerie Carmine, 51, rue de Seine, Paris, octobre 1937[8].
- Quadriennale de Rome, 1948, 1952[9].
- Mostra internazionale del Ritrato, Centro delle arte Quo Vadis, Fondazione Romane Marchesa J.S. Umiatowska, Rome, mai 1955.
- Salon Comparaisons, Paris, 1955, 1956, 1957, 1958, 1959 1976, 1978, 1980, 1982.
- Salon des indépendants, Paris, sociétaire jusqu'en 1959[9].
- Salon des réalités nouvelles, Paris, 1962.
- Biennale internationale de gravure, Tokyo, 1962[9].
- Salon de Mai, Paris, 1962, 1974, 1979, 1980, 1981, 1982.
- Salon La Jeune Gravure contemporaine, Paris, 1963, 1979[9].
- L'estampe contemporaine, Bibliothèque nationale de France, Paris, 1973[9].
- Union des femmes peintres et sculpteurs, Paris, 1979[9].
- Salon Le Trait, Paris et Bordeaux, 1979,1980, 1982[9].
- Groupe 109, Paris, 1983[9].
- De Bonnard à Baselitz, dix ans d'enrichissements du cabinet des estampes, 1978-1988, Bibliothèque nationale de France, Paris, 1992[10].
- Autobiografia : recluse of history, Art & Soul Gallery, Bombay, 2013[11],[12].

## Réception critique
- « Pacanowska nous donne des représentations de formes conçues clairement. Ses formes simples de personnages, pèlerins, pêcheurs, arbres ou de toits qui se détachent presque en relief sur des fonds plus clairs sont pourtant des échafaudages harmonieux placés dans un ordre esthétique rigoureux. D'autre part, ses tableaux sont le résultat d'une superposition sculpturale de formes bien plus que d'une imbrication architecturale cubiste. J'ai pensé, devant son paysage de Positano, au paysage de Tolède du Greco par l'étagement singulier des formes et aussi la lumière intellectuelle qui prend possession de la nature. Peut-être parce que Pacanowska est astigmate, comme l'était Le Greco ? En tous cas, son sens de la composition est d'un grave dépouillement sans jamais tomber dans la stylisation. Cette esthétique se réclamant plus de la sculpture que de la froideur de l'architecture répond-elle à un besoin d'absolu ? Pacanowska ne veut pas souffrir l'intransigeance abstraite et c'est d'une esthétique d'un parti-pris délicat qu'il s'agit plutôt : elle veut que seule la forme abstraite frappe durablement le spectateur, mais son esprit a besoin d'un ordre profond donné par les rapports cosmiques de la nature. Cette spiritualité claire et mystique de la conception de la nature est transcrite par un trait, un dessin sérieux qui fait toute la sympathie qu'on éprouve devant cette peinture dépouillée. Toute la sensibilité se trouve dans les couleurs, aux beaux tons pâles très doux, mais sa force est le privilège d'un sens clair de la forme. » - Hubert Decaux[7]
- « Ses gravures, en général des eaux-fortes, sont bien représentées dans les collections publiques… Sa vision part d'une figuration transposée pour tendre à une abstraction lyrique. La construction de ses compositions a souvent fait évoquer une origine cubiste. » - Dictionnaire Bénézit[9]

## Prix
- Prix de Viareggio, 1954[13].
- Prix Amedeo Modigliani, Livourne, 1956[13].

## Collections publiques

### Belgique
- Musée royal des beaux-arts d'Anvers[9].
- Bruxelles, Bibliothèque royale de Belgique[9].

### Danemark
- Copenhague, Statens Museum for Kunst[9].

### France
- Colmar, musée Unterlinden[9].
- Musée des beaux-arts de Dijon[9].
- Épinal, musée départemental d'art ancien et contemporain[9].
- Musée des beaux-arts de Mulhouse[9].
- Paris, Fonds d'art contemporain - Paris Collections, Confession, lithographie 40x27cm[14].
- Paris, musée national d'art moderne, Lumière noire, gouache et pastel 56x34cm, vers 1960[15].
- Musée d'art moderne de la ville de Paris :
  - Composition, aquatinte 45x30cm[16] ;
  - Composition, gravure 37,2x59cm, vers 1966[17]
- Paris, Musée d'art et d'histoire du judaïsme, Jeune femme, eau-forte 50x33cm, 1952[18].
- Paris, Département des estampes et de la photographie de la Bibliothèque nationale de France[10].
- Monnaie de Paris, L'établissement monétaire de Pessac, gravure[19].
- Poitiers, musée Sainte-Croix[9].
- Puteaux, Fonds national d'art contemporain, dont une toile déposée à la Mission permanente de la France auprès des Nations unies, One Dag Hammarskjöld Plaza, New York.
- Musée d'art et d'histoire de Saint-Denis[9].

### Italie
- Rome, galerie nationale d'art moderne et contemporain.
- Viareggio, Galerie d'art moderne et contemporain Lorenzo Viani (it), Sans titre, xylographie (donation Giovanni Pieraccini (it))[20].

### Pologne
- Musée polonais de Rapperswil[9].
- Bibliothèque de l'université de Varsovie[9].

### Royaume-Uni
- Londres, British Museum, trois gravures[21] :
  - Fornillo à Positano, aquatinte 31,8x23,8cm, 1940.
  - Haut-relief, gravure 31,8x23,8cm, 1953.
  - Ville flottant, aquatinte 29,8x39,8cm, 1964.
- Londres, Victoria and Albert Museum, L'appui incertain, aquatinte, 1961[22].

### Suisse
- Musée d'art et d'histoire de Genève[9].

## Collections privées
- Henri Braun-Adam[23].